# Championnats du monde de pétanque 2001
Navigation
Édition précédente Édition suivante
Les championnats du monde de pétanque 2001 est une édition des championnats du monde de pétanque. 

## Présentation
Cette compétition constitue la 37e édition des triplettes séniors, la 2e édition en tir de précision sénior, la 8e édition des triplettes juniors et la 1er édition du tir de précision junior. Elle se déroule à Monaco du 26 au 29 setembre 2001 pour les triplettes séniors et le tir de précision sénior. Elle se déroule à Lons-le-Saunier (France) du 2 au 4 novembre 2001 pour les triplettes juniors et le tir de précision junior.

## Résultats àMonaco[1],[2]

### Triplette sénior[3]

#### Phase finale
| Nation     | Score | Nation  |
| ---------- | ----- | ------- |
| Belgique 2 | 13-4  | Canada  |
| Tunisie    | 13-12 | Maroc   |
| France     | 13-11 | Espagne |
| Madagascar | 13-3  | Sénégal |

| Nation  | Score | Nation     |
| ------- | ----- | ---------- |
| France  | 13-4  | Belgique 2 |
| Tunisie | 13-9  | Madagascar |

| Nation     | Score | Nation     |
| ---------- | ----- | ---------- |
| Belgique 2 | 13-10 | Madagascar |

| Nation | Score | Nation  |
| ------ | ----- | ------- |
| France | 15-4  | Tunisie |

### Tir de précision sénior

#### Phase finale
| Nation            | Score | Nation                 |
| ----------------- | ----- | ---------------------- |
| François N'Diaye  | 43-35 | Yazid Triaki Algérie   |
| Philippe Quintais | 53-?  | Khaled Lakhal Tunisie  |
| Hicham Meqsoud    | 27-23 | Thomas Pouplot Canada  |
| Charles Weibel    | 29-27 | Jordi Martinez Espagne |

| Nation            | Score | Nation                  |
| ----------------- | ----- | ----------------------- |
| Philippe Quintais | bat   | Hicham Meqsoud Maroc    |
| François N'Diaye  | 37-31 | Charles Weibel Belgique |

| Nation            | Score | Nation                   |
| ----------------- | ----- | ------------------------ |
| Philippe Quintais | 46-41 | François N'Diaye Sénégal |

## Résultats àLons-le-Saunier(France)[2]

### Triplette junior[3]

#### Phase finale
| Nation    | Score | Nation     |
| --------- | ----- | ---------- |
| Algérie   | bat   | Suisse     |
| Pays-Bas  | bat   | Tchéquie   |
| Espagne   | bat   | Danemark   |
| Allemagne | bat   | Italie     |
| Belgique  | 13-12 | Portugal   |
| Suède     | bat   | Madagascar |
| France 2  | 13-6  | États-Unis |
| France    | 13-2  | Israël     |

| Nation   | Score | Nation    |
| -------- | ----- | --------- |
| Espagne  | 13-7  | France    |
| Suède    | 13-12 | France 2  |
| Pays-Bas | 13-5  | Algérie   |
| Belgique | 13-0  | Allemagne |

| Nation   | Score | Nation   |
| -------- | ----- | -------- |
| Belgique | 13-6  | Espagne  |
| Suède    | 13-6  | Pays-Bas |

| Nation  | Score | Nation   |
| ------- | ----- | -------- |
| Espagne | 13-5  | Pays-Bas |

| Nation   | Score | Nation |
| -------- | ----- | ------ |
| Belgique | 15-14 | Suède  |

### Tir de précision junior
| Nation         | Score | Nation                       |
| -------------- | ----- | ---------------------------- |
| Johni Chorsten | bat   | Sergio Fernandez Espagne     |
| Jérémy Pardoen | bat   | Dominique Tsuroupa Allemagne |

| Nation           | Score | Nation                       |
| ---------------- | ----- | ---------------------------- |
| Sergio Fernandez | bat   | Dominique Tsuroupa Allemagne |

| Nation         | Score | Nation                  |
| -------------- | ----- | ----------------------- |
| Johni Chorsten | 35-29 | Jérémy Pardoen Belgique |

## Podiums
| Épreuve                 | Or                                                                | Argent                                                          | Bronze                                                                     |
| ----------------------- | ----------------------------------------------------------------- | --------------------------------------------------------------- | -------------------------------------------------------------------------- |
| Triplette sénior        | Henri Lacroix - Philippe Quintais - Eric Sirot - Philippe Suchaud | Tarek Lakili - Khaled Lakhal - Mohamed Ferjani - K. Kahla       | Jean-Francois Hemon - André Lozano - Michel Vancampenhout - Charles Weibel |
| Tir de précision sénior | Philippe Quintais                                                 | François N'Diaye                                                | Charles Weibel                                                             |
| Tir de précision sénior | Philippe Quintais                                                 | François N'Diaye                                                | Hicham Meqsoud                                                             |
| Triplette junior        | Jérémy Pardoen - Julien Goblet - Reenat Borre - Robin Henderyckz  | Tony Van Houten - Jimmy Van Houten - Edward Karp - Patrik Noren | Antonio Cifuentes - Sergio Heredia - Sergio Fernandez - Javier Hidalgo     |
| Tir de précision junior | Johnni Chortzen                                                   | Jérémy Pardoen                                                  | Sergio Fernandez                                                           |

## Tableau des médailles
| Rang  | Nation   | Or | Argent | Bronze | Total |
| ----- | -------- | -- | ------ | ------ | ----- |
| 1     | France   | 2  | 0      | 0      | 2     |
| 2     | Belgique | 1  | 1      | 2      | 4     |
| 3     | Danemark | 1  | 0      | 0      | 1     |
| 4     | Tunisie  | 0  | 1      | 0      | 1     |
| 4     | Sénégal  | 0  | 1      | 0      | 1     |
| 4     | Suède    | 0  | 1      | 0      | 1     |
| 7     | Espagne  | 0  | 0      | 2      | 2     |
| 8     | Maroc    | 0  | 0      | 1      | 1     |
| Total | Total    | 4  | 4      | 5      | 13    |